# Chamaemyces
Chamaemyces Battarra ex Earle (czubniczek) – rodzaj grzybów należący do rodziny pieczarkowatych (Agaricaceae).

## Charakterystyka
Rodzaj Chamaemyces posiada cechy pośrednie między rodzajami Lepiota (czubajeczka) i Limacella (muchomornica), z którymi jest filogenetycznie spokrewniony.

## Systematyka i nazewnictwo
Pozycja w klasyfikacji: Agaricaceae, Agaricales, Agaricomycetidae, Agaricomycetes, Agaricomycotina, Basidiomycota, Fungi (według Index Fungorum).
Takson utworzyli w 1909 roku Giovanni Antonio Battara i Franklin Sumner Earle. Synonimy:
- Drosella Maire
- Lepiotella (E.-J. Gilbert) Konrad

Polską nazwę podał Władysław Wojewoda w 2003 r.
Gatunki występujące w Polsce:
- Chamaemyces fracidus (Fr.) Donk (1962) – czubniczek czarnołuskowy

Nazwy naukowe na podstawie Index Fungorum. Wykaz gatunków i nazwy polskie według Władysława Wojewody.